# 乌达木
乌达木（1999年9月9日—）是一位中国蒙古族男歌手，出生于内蒙古自治区呼伦贝尔市新巴尔虎左旗。曾参加2011年中国高才奖，他曾經是呼伦贝尔儿童合唱团的成员。有专辑《梦中的额吉》。